# Висотна хвороба
Висотна хвороба (англ. altitude sickness, висотна гіпоксія; також «порушення, пов'язані з висотою» англ. altitude-related disorders) — захворювання, яке спричинює кисневе голодування унаслідок пониження парціального тиску кисню у вдихуваному повітрі, що виникає високо в горах, а також при польотах на літальних апаратах, не оснащених герметичною кабіною (наприклад, парапланах, дельтапланах, повітряних кулях), починаючи приблизно з 2000 метрів і вище над рівнем океанів. Один із різновидів її має назву «хвороба Акости» або «синдром Акости», на честь першого науковця — Хосе де Акости, який детально описав її в 1590 році.
У висотній хворобі виділяють:
- «гостру гірську хворобу» (англ. acute mountain sickness),
- «порушення сну на великій висоті» (англ. difficulty sleeping at high altitude),
- «крововилив у сітківку ока на великій висоті» (англ. high-altitude retinal hemorrhage),
- «висотний набряк легень» (англ. high-altitude pulmonary edema),
- «висотний набряк мозку» (англ. high-altitude cerebral edema).

## Загальний опис
Людина здатна адаптуватися до висотної гіпоксії, спортсмени спеціально тренують свою здатність до адаптації для того, щоб підвищити спортивні досягнення. Гранично можливими для тривалої адаптації (година — десятки годин) до гіпоксії вважаються висоти на рівні близько 8000 метрів. Тривале перебування людини на таких висотах без дихальних кисневих приладів неможливе.

## Патогенез і патофізіологічні зміни

### Фактори, що впливають на розвиток гострої гірської хвороби
У виникненні її поряд з дефіцитом кисню грають також роль такі посилюючі фактори, як фізичне стомлення, охолодження, зневоднення організму, ультрафіолетове випромінювання, важкі погодні умови (наприклад, ураганні вітри), різкі перепади температур протягом дня (від +30 °C вдень до −20 °C вночі) і т. д. Але основним патологічним фактором гірської хвороби є гіпоксія.
Класифікація висот і характерні фізіологічні зміни:
- Проміжні висоти (1500—2500 м): Помітні фізіологічні зміни. Насичення (сатурація) крові киснем> 90 % (норма). Ймовірність гірської хвороби невелика.
- Великі висоти (2500-3500 м): Гірська хвороба розвивається при швидкому підйомі.
- Дуже великі висоти (3500-5800): Гірська хвороба розвивається часто. Насичення (сатурація) крові киснем <90 %. Значна гіпоксемія (зниження концентрації кисню в крові) при навантаженні.
- Екстремальні висоти (> 5800 м): Виражена гіпоксемія у спокої. Прогресуюче погіршення, незважаючи на максимальну акліматизацію. Постійне знаходження на таких висотах неможливо.

Висота, на якій розвивається гірська хвороба, варіюється внаслідок впливу численних факторів, як індивідуальних, так і кліматичних.
На розвиток гірської хвороби впливають такі індивідуальні фактори:
- індивідуальна стійкість людей до нестачі кисню (наприклад, у жителів гір);
- стать (жінки краще переносять гіпоксію);
- вік (молоді люди погано переносять гіпоксію);
- фізичний, психічний і моральний стан;
- рівень тренованості;
- швидкість набору висоти;
- ступінь і тривалість кисневого голодування;
- інтенсивність м'язових зусиль;
- минулий «висотний» досвід.

Наступні фактори провокують розвиток гірської хвороби і знижують переносимість великих висот:
- наявність алкоголю або кофеїну в крові;
- безсоння, перевтома;
- психоемоційне напруження;
- переохолодження;
- неякісне і нераціональне харчування;
- порушення водно-сольового режиму, зневоднення;
- надлишкова маса тіла;
- респіраторні та інші хронічні захворювання (наприклад ангіна, бронхіт, пневмонія, хронічні гнійні стоматологічні захворювання);
- крововтрати.

Наступні кліматичні чинники сприяють розвитку і більш швидкого прогресування гірської хвороби:
- Низькі температури — з збільшенням висоти середньорічна температура повітря поступово знижується на 0,5 °C на кожні 100 м (взимку 0,4 °C, влітку 0,6 °C). Взимку на рівних висотах захворюваність більш часта, ніж влітку (причини див. Патогенез). Різкий перепад температур теж справляє негативний вплив.
- Вологість — на великих висотах через низькі температури парціальний тиск водяної пари низький. На висоті 2000 м і вище вологість повітря в два і більше разів менше, ніж на рівні моря, в тій же місцевості.
- На великих гірських висотах повітря стає практично сухим (парціальний тиск насиченої водяної пари мізерний). З одного боку, це призводить до посилення втрати рідини організмом через шкіру і легені і, отже, до зневоднення організму. З іншого боку, більш вологе повітря при морському кліматі володіє значно більш високою теплопровідністю (теплопровідність майже лінійно пов'язана з молекулярною масою молекул, біля води, 18 г/моль, у повітрі — суміші газів 29 г/моль), отже, сприяє шкідливому впливу низьких температур; а також пари води витісняють кисень з альвеол легенів, знижуючи і без того невисока його зміст.
- Вітер — високо в горах вітер може досягати ураганної сили (понад 200 км/год), що переохолоджує організм, вимотує фізично і морально, утруднює дихання.

### Порушення сну на великій висоті
Більшість новачків на висоті часто повідомляють про труднощі сну вночі, навіть за відсутності інших симптомів висотної хвороби. Це порушення на висоті виникає внаслідок поєднання багатьох чинників — крім гіпоксії, включає холодне вітряне середовище та перевантаження, незручні умови сну. Періодичне дихання під час сну на висоті спричинює подальші порушення його безперервності. На крайній висоті порушення сну може бути настільки глибоким, що надалі ставить під загрозу життя вже виснажених альпіністів. Дослідження, проведені в камерах декомпресії, виявили сильну фрагментацію сну та періодичне дихання (з центральними апное сну — припиненням дихання) на всіх висотах досліджування, але особливо на найвищих висотах. Ці короткі 3- або 5-секундні пробудження від сну (неповні пробудження) збільшуються в 7-8 разів на годину від рівня моря до висоти в 7620 м, за тиску 282 мм рт. ст. Часті пробудження спричинюють фрагментацію сну, що, у свою чергу, погіршує стан протягом дня навіть без супутньої гіпоксії. Це часто призводить до зміненого судження та зниження ефективності діяльності. Періодичне дихання — це загальна дихальна схема під час сну на великій висоті. Цей періодичний дихальний візерунок складається з серії 3-5 вдихів з наступною короткою дихальною паузою або апное. Майже всі люди на висоті демонструють цю схему дихання, але ця картина є набагато менш поширеною серед шерпів, які живуть на високогір'ї і мають розвинені компенсаторні пристосування організму до висоти.
Тривалість нічних періодичних епізодів дихання на висоті пов'язана, частково, з індивідуальними властивостями дихання конкретної людини. Ті, хто має найсильнішу вентиляційну відповідь на гіпоксію, мають і частіші епізоди періодичного дихання. Періодичне дихання на висоті може спостерігатися на всіх етапах сну, включаючи період швидкого сну. Однак, на дуже великій висоті час повільного і швидкого сну помітно зменшуються обопільно. Зміни у стані сну, а також непевні наслідки гіпокапнії та гіпоксії на периферичні хеморецептори, призводять до дестабілізації системи періодичного дихання. Тривалість циклу (тобто час від одного апное до наступного) пропорційно зменшується із збільшенням висоти. Більша частина розладів сну на великій висоті пояснюється періодичним диханням. Періодичні пробудження від сну зазвичай відбуваються при настанні гіперкапнічної фази періодичного дихання. Майже половина епізодів апное, які спостерігали при дослідженні в камерах декомпресії, не відображались змінами на електроенцефалограмі (ЕЕГ). Таким чином, існує складна взаємодія між вентиляційною реакцією, режимом дихання та порушенням сну, що виникають на великій висоті. Нічна артеріальна насиченість киснем (сатурація О2) нижча за денні значення і, таким чином, являє собою найбільш глибоке гіпоксичне ураження під час перебування на великій висоті. Періодичне дихання може бути додатковим чинником ризику для захворювань на великій висоті, а інгібітори карбоангідрази (наприклад, ацетазоламід) зменшують нічне періодичне дихання, покращують артеріальну насиченість киснем та пом'якшують симптоми страждань у денний період.

### Крововилив у сітківку ока на великій висоті
Високогірні крововиливи у сітківку відносно поширені на великій висоті, що зустрічаються у третини альпіністів до висоти приблизно у 5300 м і до 79 % на більших висотах. Виявлено, що вони можуть відбуватися з висоти у 3353 м, але існує кореляція, яка показує, що більші крововиливи виникають із збільшенням висоти та при тривалому там перебуванні. Більшість крововиливів залишаються непоміченими ураженими альпіністами, якщо ці крововиливи не відбуваються в ділянку макули. Крововиливи у сітківку можуть призвести до залишкових скотом або інших візуальних змін, але більшість з них перебігає без наслідків. Чіткого зв'язку між крововиливами та іншими формами висотної хвороби не виявлено, тому наявність раніше крововиливів на висоті не повинна обов'язково перешкоджати подальшим підйомам.

### Набряк легень на висоті
Є серйозним і потенційно небезпечним для життя станом. Вперше Моссо у 1898 році описав смертельний випадок від цього на Монблані. Через п'ятнадцять років, у 1913, Томас Равенгілл описав різноманітні типи гірських хвороб, у тому числі і набряк легень, в Андах. Але ці повідомлення про наявність і приналежність цього стану начебто до серцевих уражень тогочасна медична спільнота проігнорувала. Тільки після статті Чарльза Г'юстона в журналі «Нова медицина Нової Зеландії» (англ. New Medicine New Zealand) у 1960 році нарешті почали визнавати значущість цього. Подальші дослідження прояснили цю незвичайну форму набряку легень і підтвердили здогадки Г'юстона про те, що серцева недостатність не є причиною набряку.
Вивчення патофізіологічних змін ускладнюється відсутністю адекватної тваринної моделі. У вивчених випадках відзначають:
- підвищення тиску в легеневій артерії із збереженням тиску в капілярах легень і лівому передсерді в межах референтного діапазону,
- відсутність лівошлуночкової недостатності,
- капілярний і артеріальний тромбоз,
- відбувається під час інтенсивного фізичного навантаження.

Альвеолярна гіпоксія призводить до гіпоксичної легеневої вазоконстрикції (звуження судин) після сходження на висоту. Ступінь вазоконстрикції дуже змінюється серед людей, ймовірно, через різну генетичну характеристику. Особи, чутливі до набряку легень на висоті, мають більш тяжку легеневу артеріальну гіпертензію, ніж звичайно на висоті, водночас не кожен зі збільшеною гіпоксичною легеневою вазоконстрикцією розвиває набряк легень. Нерівномірна гіпоксична судинна вазоконстрикція легень призводить до утворення паренхіматозних ділянок з погіршенням кровотоку, тоді як в інших відбувається надмірне кровопостачання. Витікання рідини набряку виникає саме в переповнених кров'ю ділянках. Дослідження бронхоальвеолярного вмісту показують, що набрякова рідина має високу концентрацію білка, а також різні запальні маркери, такі як С5а і лейкотрієн В4. Підвищення тиску в капілярах може призвести до їхнього розриву з появою домішок крові в харкотинні.

### Набряк мозку на висоті
Є часто кінцевою стадією гірської хвороби. Без лікування закінчується смертю. Патофізіологічні зміни мають багато подібності з такими при набряку легень. Але вкрай мало осіб, у яких розвинувся набряк легень, мають ще й набряк мозку. При цьому виявляють набряк білої речовини, особливо виразний у мозолистому тілі. Проведені дослідження показують, що набряк мозку має вазогенний характер.

## Клінічні прояви

### Гостра гірська хвороба
Детальніші відомості з цієї теми ви можете знайти в статті Гірська хвороба.

### Набряк легень на висоті
Перші суб'єктивні ознаки розвиваються через 1-3 дні після прибуття на висоту. Складаються з кашлю, задишки, відчуття утруднення в грудній клітці та втоми. У приблизно половині випадків ці симптоми пов'язані з типовими симптомами гострої гірської хвороби. Спочатку кашель непродуктивний, але пізніше з'являється рідке, прозоре або жовтувате харкотиння. У деяких випадках до нього домішується кров. Втома може бути першим симптомом, що виникає ще до того, як розвивається задишка, і проявляється як нездатність хворого зберігати темп групи. Об'єктивними симптомами є ціаноз, підвищена температура тіла до 38,5 °C, що створює підозру на пневмонію, чітко видні надуті шийні вени, при аускультації вислуховують хрипи. Частота серцевих скорочень і дихання збільшується.

### Набряк мозку на висоті
Ознаки можуть прогресувати швидко (протягом 12 годин) від мінімальних проявів до коми. Часто симптоми починаються вночі, іноді призводячи до втрати свідомості під час сну. У більшості випадків відбувається після того, як люди були на висоті протягом декількох днів. Найчастішою скаргою є головний біль, що прогресує до ночі. Надалі може з'явитися нудота, блювання, запаморочення, нетерпимість до сильних подразників світла, звуку, тиску на шкіру спорядження, одягу тощо.

## Проблеми зі здоров'ям на висоті при фонових хворобах

### Ішемічна хвороба серця
У неакліматизованих людей з ішемічною хворобою серця (як правило, до цього не розпізнаною) можуть розвинутися прояви стенокардії після сходження на висоту через інтенсивність серцевої роботи, а також вазоконстрикцію коронарних артерій серця. Серцева аритмія, включаючи фібриляцію або тріпотіння передсердь, може загостритись після швидкого підйому на висоту, навіть у людей без виразної ішемічної хвороби. Сходження на висоту приблизно 3000 м не має безпосереднього впливу на ішемію міокарда, але може спричинити проблеми за рахунок збільшення частоти серцевих скорочень і підвищення артеріального тиску.

### Хронічне обструктивне захворювання легень
Задишка спостерігається у всіх здорових людей після сходження на висоту. Навіть на рівні моря пацієнти з хронічним обструктивним захворюванням легенів (ХОЗЛ) часто обмежені порушеннями через легеневі проблеми. Через збільшення вентиляційних вимог для фізичних вправ на висоті, у пацієнтів з ХОЗЛ може виникнути погіршення їхнього самопочуття під час перебування на висоті. Пацієнти з ХОЗЛ без наявності значної серцево-судинної патології на висоті до 2 км виявляли небагато симптомів, пов'язаних з висотою, крім стомленості, незважаючи на зменшення артеріального парціального тиску кисню (PO2). Є думка, що пацієнти з легким або помірним ступенем ХОЗЛ без гіпертрофії за типом легеневого серця, переносять висоту надзвичайно добре. Але пацієнти з ХОЗЛ, що живуть на висоті, мають підвищений рівень смертності в порівнянні з аналогічними пацієнтами, які живуть на низині. Хоча причини цього підвищення смертності невідомі, воно, ймовірно, пов'язано з вищим тиском у легеневій артерії, що спостерігається у цих жителів. Під час польотів комерційними літаками для осіб з ХОЗЛ потрібно мати можливість отримати додатковий кисень у загальному режимі, а не тільки під час екстремальних ситуацій.

### Легенева гіпертензія
Гіпоксична легенева вазоконстрикція підвищує тиск у легеневій артерії у дорослих на великій висоті. При ідіопатичній (невідомого походження) легеневій гіпертензії, підйом на висоту призводить до ще більшого підвищення тиску в легеневій артерії. Ці пацієнти, імовірно, зазнають більших проблем, таких як стомлюваність, задишка або навіть виникнення непритомності. Інгаляції  додаткового кисню або використання легеневих вазодилататорів може зменшити ці прояви. Перед тим, як підніматися на висоту, люди з ідіопатичною легеневою гіпертензією повинні проконсультуватися з лікарем, який знайомий з цією медичною проблемою, які здатні оцінити потенційні ризики. Людей, які тривало живуть на великій висоті і мають легеневу гіпертензію, слід заохочувати розглянути можливість переїзду на нижчу висоту.

### Бронхіальна астма
Ця хвороба уражає багатьох молодих, активних людей, які можуть часто подорожувати на висоту. Сухе, холодне повітря, яке часто зустрічається на значній висоті, може спричинити спазм бронхів. Але ця кліматична зона містить менше алергенів, які є пусковим механізмом загострення астми у багатьох хворих. Таким чином, багато людей з астмою повідомляють про те, що їм непогано або навіть їхній стан покращується на значній висоті порівняно з низиною. Зменшений барометричний тиск призводить до зниження щільності повітря. Отже навіть якщо вентиляційні вимоги активності на значній висоті більші, це принаймні частково компенсується зниженою щільністю повітря. Хворих на астму, які хочуть подорожувати на висоті, слід заохочувати це робити, але вони повинні мати з собою необхідну кількість своїх ліків та контролювати свій стан і вчасно реагувати на появу відомих їм ознак, які свідчать про погіршення хвороби.

### Цукровий діабет
Особи, які страждають на цукровий діабет 1 типу, можуть безпечно і успішно брати участь у високогірному сходженні, хоча їм потрібно ретельно оберігати від пошкодження життєві для них препарати інсуліну і контролювати та модифікувати потрібний ритм їх введення.

### Гемоглобінопатії
Багато генетичних варіацій виникає в молекулі гемоглобіну. Деякі особи, які мають гемоглобін з надзвичайно високою спорідненістю до кисню, можуть мати кращу потенцію до акліматизації та життєдіяльності на висоті. Але набагато частіше гемоглобінопатію спостерігають у осіб з серпоподібноклітинною анемією, і їм небажано підніматися на висоту. 

## Невідкладна допомога

### При гострій гірській хворобі
Повільний, поступовий підйом з достатнім часом для акліматизації забезпечує найкращий захист від гострої гірської хвороби. Ідеальний рівень підйому залежить від індивідуальної сприйнятливості до розвитку гострої гірської хвороби. Як тільки з'являються перші симптоми, збільшення додаткового часу для акліматизації зазвичай є єдиним лікуванням помірного ступеня гострої гірської хвороби. Якщо симптоми продовжують наростати, незважаючи на збільшення додаткового часу для акліматизації та прийом нестероїдних протизапальних препаратів, то необхідно спуститися до нижчої висоти, особливо на час сну. Зниження на 300-900 м, як правило, достатньо для зменшення симптомів. Додатковий кисень також ефективно знімає симптоми. Підтримка адекватного балансу рідини важлива, оскільки симптоми зневоднення можуть бути подібними до гострої гірської хвороби, але надмірне відшкодування втрат рідини тільки може погіршити стан.
Ацетазоламід (діамокс) ефективний як для профілактики, так і для лікування гострої гірської хвороби. Для лікування застосовують по 250 мг двічі на день. Менші дози можуть бути ефективними у деяких людей. Починати ацетазоламід за 1 день до підйому та продовжувати пару днів на висоті. Ацетазоламід також зменшує гіпоксімію під час сну, зменшуючи кількість нічного періодичного дихання. Препарат є інгібітором карбоангідрази, який спричинює бікарбонатний діурез, що призводить до метаболічного ацидозу. Це також зменшує вироблення спинномозкової рідини. Однак усі ці впливи недостатньо пояснюють ефективність ацетазоламіду при гострій гірській хворобі.
Для лікування дексаметазон рекомендується вводити по 4 мг кожні 6 годин. Високі дози кортикостероїдів, як правило, призначаються при дуже високих ризиках або тяжких випадках гострої гірської хвороби, яка ускладнена набряком мозку. Тривале використання (більше 10 днів) не рекомендується.
Портативні гіпербаричні мішки (сумки Гамова, CERTEC, PAC тощо) імітують спуск на більш низьку висоту. Ці легкі, зшиті з тканини мішки завдовжки близько 2 м і діаметром 0,7 м. Пацієнт поміщається всередину мішка, який герметично закривається і туди нагнітається ручним насосом кисень, що створює всередині до 105-220 мм рт. ст., що є вище від атмосферного тиску. Цей градієнт тиску регулюється висувними клапанами, які втримують цільовий тиск, і фіксуються в залежності від мети використання мішка (лікування, профілактика). Ці мішки ефективні для лікування, хоча й вони рідко потрібні, якщо гостра гірська хвороба не ускладнюється набряком мозку чи легень. Кисень 4 л / хв для тримання сатурації О2 вище 90% слід застосовувати у пацієнтів з тяжкою гострою гірською хворобою.

### При набряку легень
В основі лікування заходи по зниженню надмірної гіпоксичної вазоконстрикції легень. Кисень і спуск до меншої висоти призводять до зниження тиску в легеневій артерії. Але швидкий спуск на передгір'я призводить до драматичного посилення симптоматики. Тому часто необхідно зниження лише 300—900 м. Таким чином, спуск є найважливішою терапевтичною модальністю. Раннє сходження, перш ніж набряк стає тяжким, потенційно може врятувати життя більше, ніж будь-яке інше лікування. Використання додаткового кисню також зменшує тиск у легеневій артерії. Однак достатня кількість кисню рідко є доступною в польових умовах. Ніфедипін та інші вазодилататори (препарати, що розширюють судини) також корисні при лікуванні набряку легень. Призначення 10 мг та подальше 20 мг нифедипіну з повільним вивільненням кожні 6 годин, призводять до поліпшення оксигенації та загального стану, навіть без спуску до меншої висоти. Інші вазодилататори також можуть знижувати тиск у легеневій артерії та бути корисними при лікуванні набряку легень. Але не слід покладатися тільки на ці ліки і затримувати спуск на меншу висоту. Також можливе використання інших блокаторів кальцієвих каналів та інгібіторів фосфодіестерази-5 (варденафіл, тадалафіл, тощо). Портативні гіпербаричні мішки (наприклад, сумка Гамова) тепер є доступними. Ці тканинні гіпербаричні камери збільшують тиск приблизно на 103 мм рт. ст., що імітує спуск, який ефективний при лікуванні набряку легень.

### При набряку мозку
Легкі випадки набряку легень не вимагають спуску до низу, тоді як набряк мозку може бути смертельним, якщо не розпізнаний і його швидко не лікувати. Зміна рівня свідомості або настання атаксії вимагає негайного спуску. Додатковий кисень, якщо він доступний, слід давати, разом з цим вводити внутрішньом'язово дексаметазон по 8 мг спочатку, а потім по 4 мг кожні 6 годин. Діуретики, такі як фуросемід та манітол, не слід вводити, оскільки вони можуть призвести до ортостатичної гіпотензії за рахунок зменшення внутрішньосудинного об'єму, що ускладнить спуск або зробить його неможливим. Ранне використання гіпербаричного мішка (наприклад, сумки Гамова) може полегшити прояви та спуск, але ці заходи не слід вважати замінником спуску, ще й особливо тому, що для одужання часто потрібно 10 або більше днів, навіть при лікуванні вже на низині.

## Профілактика
Основні профілактичні заходи і засоби гострої гірської хвороби включають:
- уникнення різкого сходження на висоти більше 3000 м;
- проведення 1-2 ночей на проміжному підйомі (2500-3000 м) перед подальшим підйомом;
- після 3000 м висоти для ночівлі не повинні збільшуватися більш ніж на 300-400 м за добу;
- якщо рельєф місцевості або розташування  населених пунктів диктують більш швидке сходження, слід після кожних 1000 м провести і другу ніч на тій же висоті;
- денні походи до вищих висот, при поверненні до нижніх задля сну, які допомагають поліпшити акліматизацію;
- пиття великої кількості води або електролітних розчинів, середня витрата рідини повинна бути збільшена до приблизно 3-4 літрів на день;
- уникнення перенапруження;
- уникнення споживання алкоголю протягом перших 2 днів на новому, більш високому рівні.

Для профілактики гострої гірської хвороби ацетазоламід призначають по 125 мг двічі на день. Дексаметазон для профілактики рекомендують впорскувати по 2 мг кожні 6 годин або 4 мг кожні 12 годин.
Найкращою профілактикою набряку легень є також поступовий підйом на висоту та раннє розпізнавання симптомів цього патологічного стану. Блокатори кальцієвих каналів та інгібітори фосфодіестерази-5 корисні для профілактики у схильних до цього осіб шляхом зниження тиску у легеневій артерії та сальметерол через його дію на іонні канали.